# متاستاز (مجموعه تلویزیونی)
متاستاز (به اسپانیایی: Metástasis) یک مجموعه تله‌نوولا کلمبیایی است، این مجموعه به‌عنوان یک بازسازی با زبان اسپانیایی از درام جنایی بریکینگ بد شناخته می‌شود که وقایع نسخه اصلی این مجموعه را که در کشور ایالات متحده اتفاق افتاده‌اند، این بار در کلمبیا نمایش می‌دهد. این اثر داستان هر پنج فصل سریال بریکینگ بد را دنبال می‌کند و دارای تفاوت‌ها و اضافه‌های کمی نسبت به نسخه اصلی می‌باشد.
متاستاز از تاریخ ۸ ژوئن ۲۰۱۴ تا ۱۸ سپتامبر ۲۰۱۴ پخش شد و در مجموع دارای ۶۲ قسمت است.

## بازیگران
در این سریال دیگو تروخیو در نقش والتر بلانکو (والتر وایت)، Roberto Urbina در نقش خوزه میگل روزاس (جسی پینکمن)، Sandra Reyes در نقش سیلو بلانکو (اسکایلر وایت) و جولیان آرانگو در نقش هنری ناوارو (هنک شریدر) به ایفای نقش پرداخته‌اند. در این اثر همتای شخصیت ساول گودمن، سائول بوئنو نام دارد و دامیان آلکازار، بازیگر مکزیکی، نقش همتای توکو سالامانکا را بازی کرده‌است.

## قسمت‌ها
| فصل | قسمت‌ها | روی آنتن رفت  | روی آنتن رفت    |
| فصل | قسمت‌ها | اولین بار     | آخرین بار       |
| --- | ------ | ------------- | --------------- |
| ۱   | ۷      | ۸ ژوئن ۲۰۱۴   | ۱۸ ژوئن ۲۰۱۴    |
| ۲   | ۱۳     | ۲۳ ژوئن ۲۰۱۴  | ۹ ژوئیه ۲۰۱۴    |
| ۳   | ۱۳     | ۱۰ ژوئیه ۲۰۱۴ | ۲۷ ژوئیه ۲۰۱۴   |
| ۴   | ۱۳     | ۲۸ ژوئیه ۲۰۱۴ | ۱۹ اوت ۲۰۱۴     |
| ۵   | ۱۶     | ۲۰ اوت ۲۰۱۴   | ۱۸ سپتامبر ۲۰۱۴ |

## بازخورد

### جوایز و نامزدها

#### جوایز کاتالینا هند
| سال  | دسته‌بندی                                    | نامزد        | نتیجه |
| ---- | ------------------------------------------- | ------------ | ----- |
| ۲۰۱۶ | بهترین بازیگر آنتاگونیست تله نوولا یا سریال | فرانک رامیرز | برنده |

#### جوایز TvyNovelas
| سال  | دسته‌بندی                                    | نامزد         | نتیجه     |
| ---- | ------------------------------------------- | ------------- | --------- |
| ۲۰۱۶ | بهترین بازیگر نقش مکمل مرد مجموعه تلویزیونی | جولیان آرانگو | برنده نشد |
| ۲۰۱۶ | بهترین بازیگر نقش مکمل مرد مجموعه تلویزیونی | دیگو گارزون   | برنده نشد |